# Kreisverkehrs- und Infrastrukturbetrieb St. Wendel
Der Kreisverkehrs- und Infrastrukturbetrieb St. Wendel ist ein Eigenbetrieb des Landkreises St. Wendel. Er wurde 1996 – noch unter anderem Namen – gegründet, um die Aufgaben des Landkreises als ÖPNV-Aufgabenträger zu übernehmen. 1999 wurde der Eigenbetrieb außerdem zu einem öffentlichen Eisenbahninfrastrukturunternehmen (EIU), und erhielt den heutigen Namen. Er pachtete die Ostertalbahn von der DB Netz.